# Dieges & Clust

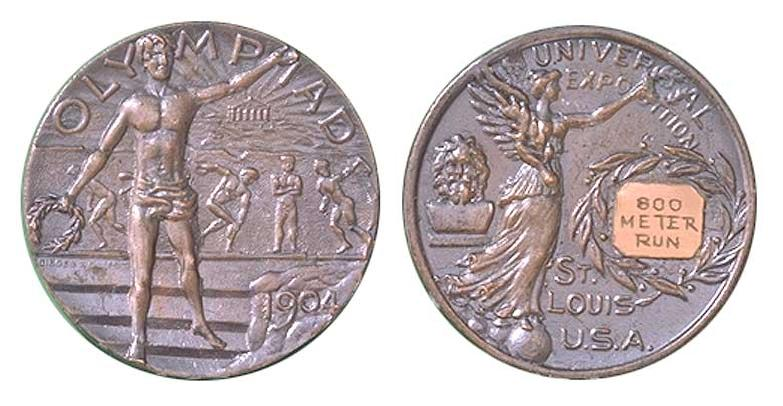
Médaille d'argent des Jeux olympiques de 1904.

Dieges & Clust est un atelier de joaillerie et de frappe de médaille basée à Providence (Rhode Island) fondée en 1898 par Charles J. Dieges (né le 26 octobre 1865 et mort le 14 septembre 1953) et Prosper Clust.

## Créations
Dieges & Clust a notamment frappé les médailles des Jeux olympiques de Saint-Louis 1904, les médailles de mérite des Eagle Scout entre 1916 et 1920, ou encore la médaille remise à l'équipage du Carpathia par le Comité des Survivants du naufrage du Titanic, présidé par Margaret Brown.